# Hotel Four Seasons Miami
El Hotel Four Seasons Miami, también conocido como Four Seasons Hotel Miami o Four Seasons Tower, es un rascacielos en la ciudad de Miami (Florida, Estados Unidos). Está situado en el centro financiero de la ciudad, la torre contiene el Four Seasons Hotel, espacio de oficinas y varias unidades de condominios residenciales en los pisos superiores. El edificio tiene 240 metros y 64 pisos, es el edificio más alto de Miami y del estado de Florida.
El edificio fue diseñado por Gary Edward Handel & Associates y Bermello Ajamil & Partners, fue construido con acero corrugado y concreto adicionado con humo de sílice; tiene un diseño para soportar vientos huracanados. Su construcción comenzó en 2000 y concluyó en 2003.

## Galería de imágenes

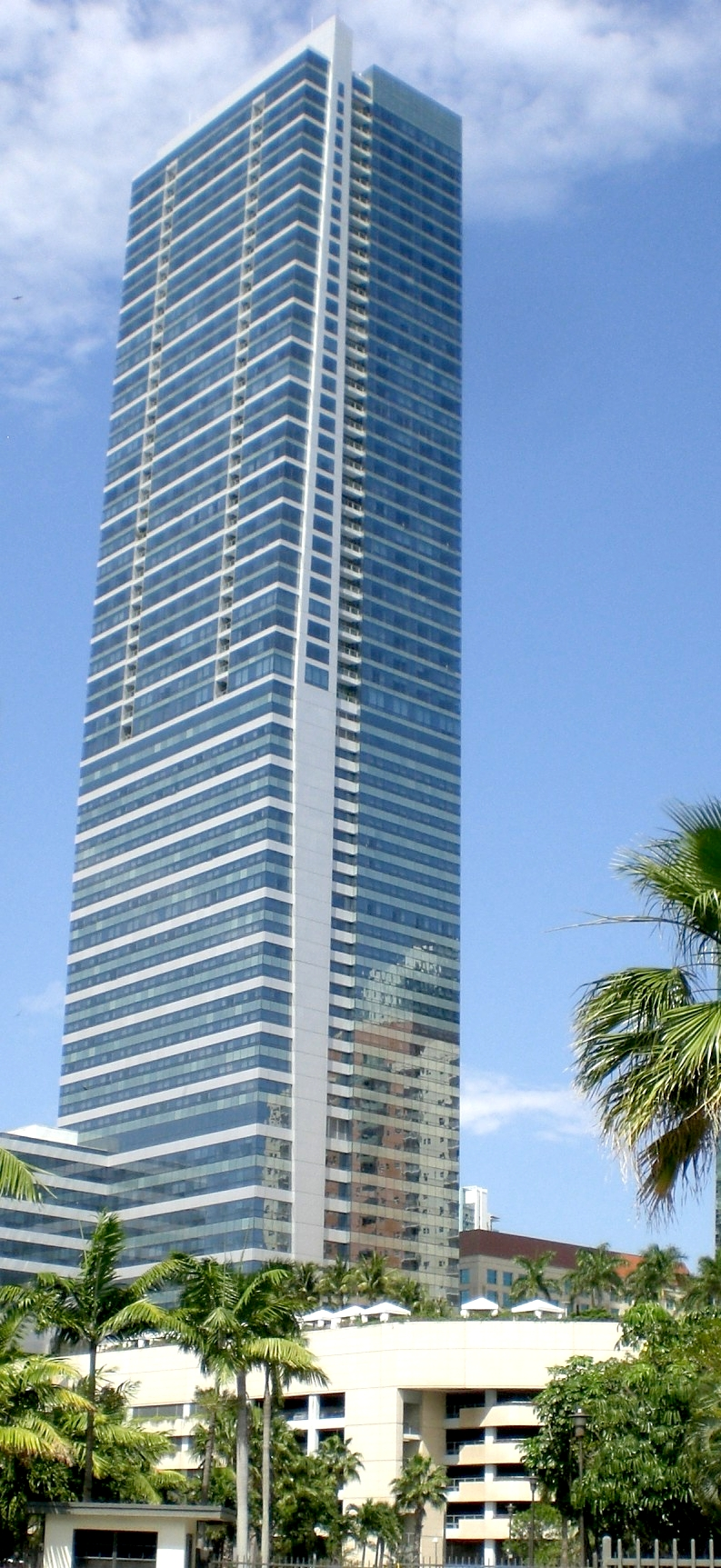
Desde el lado sureste.
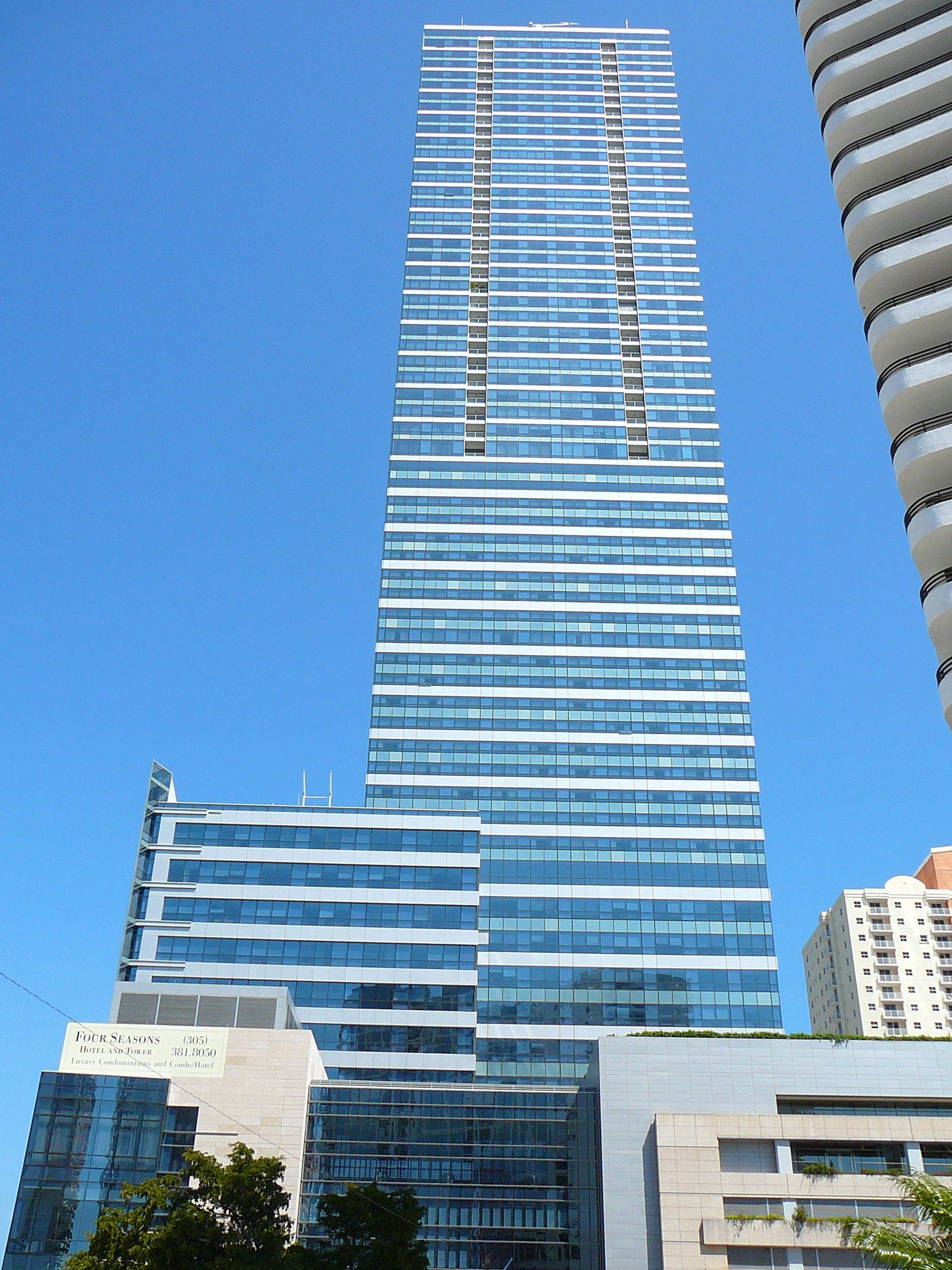
Lado sur.
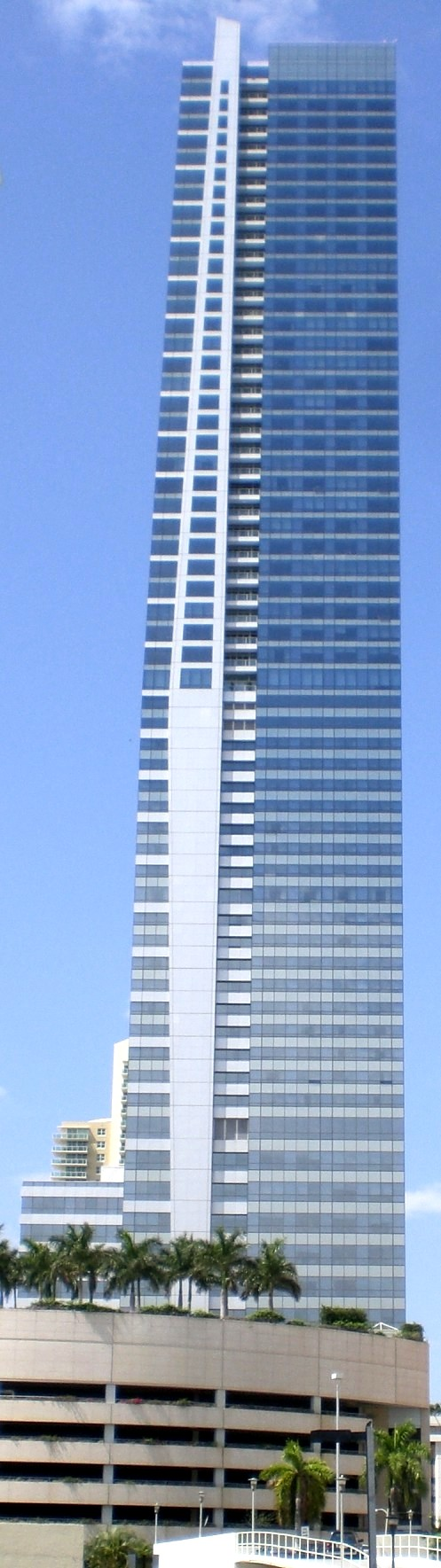
Lado este.
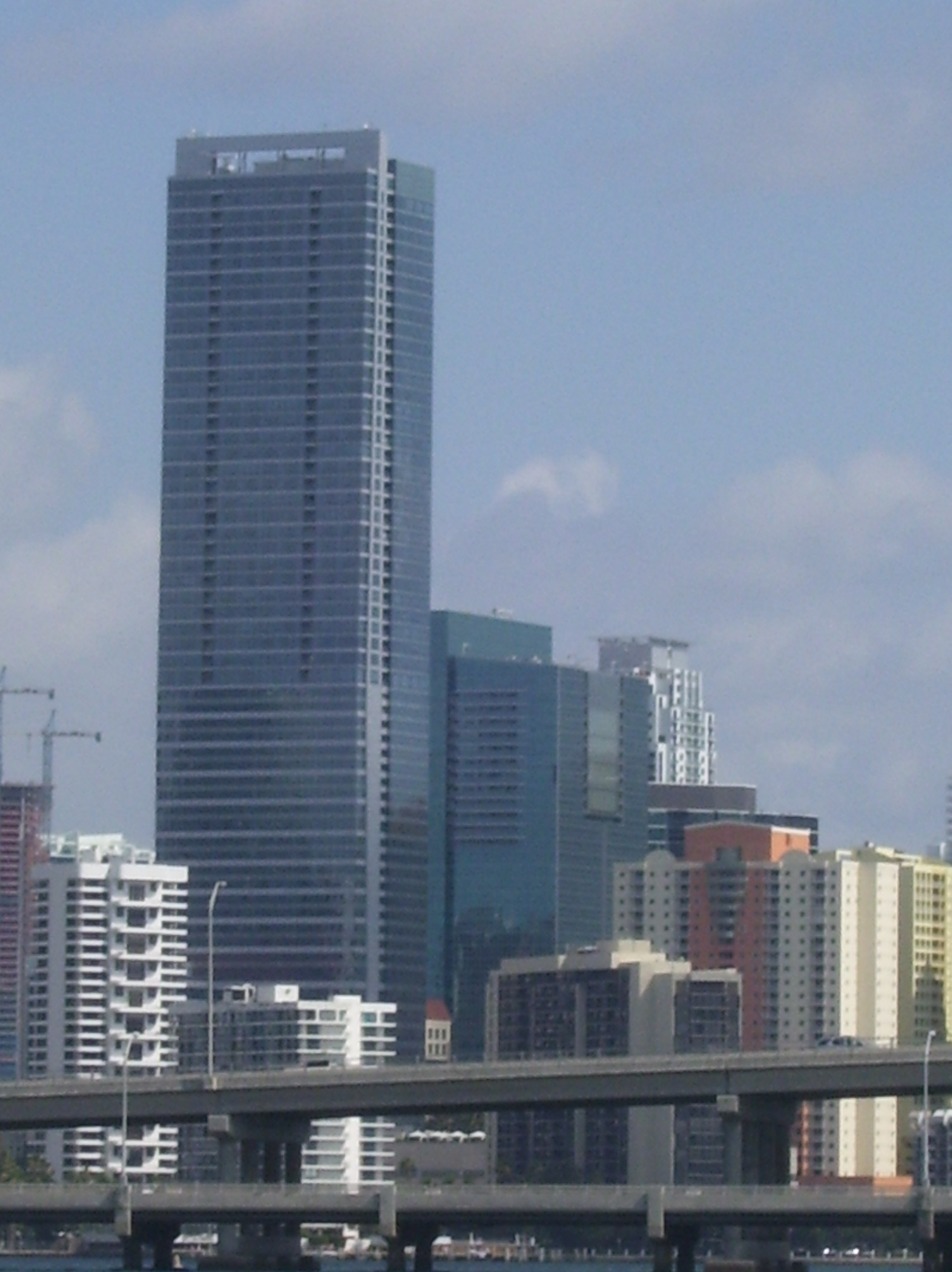
Desde el sureste, desde la Bahía Biscayne.
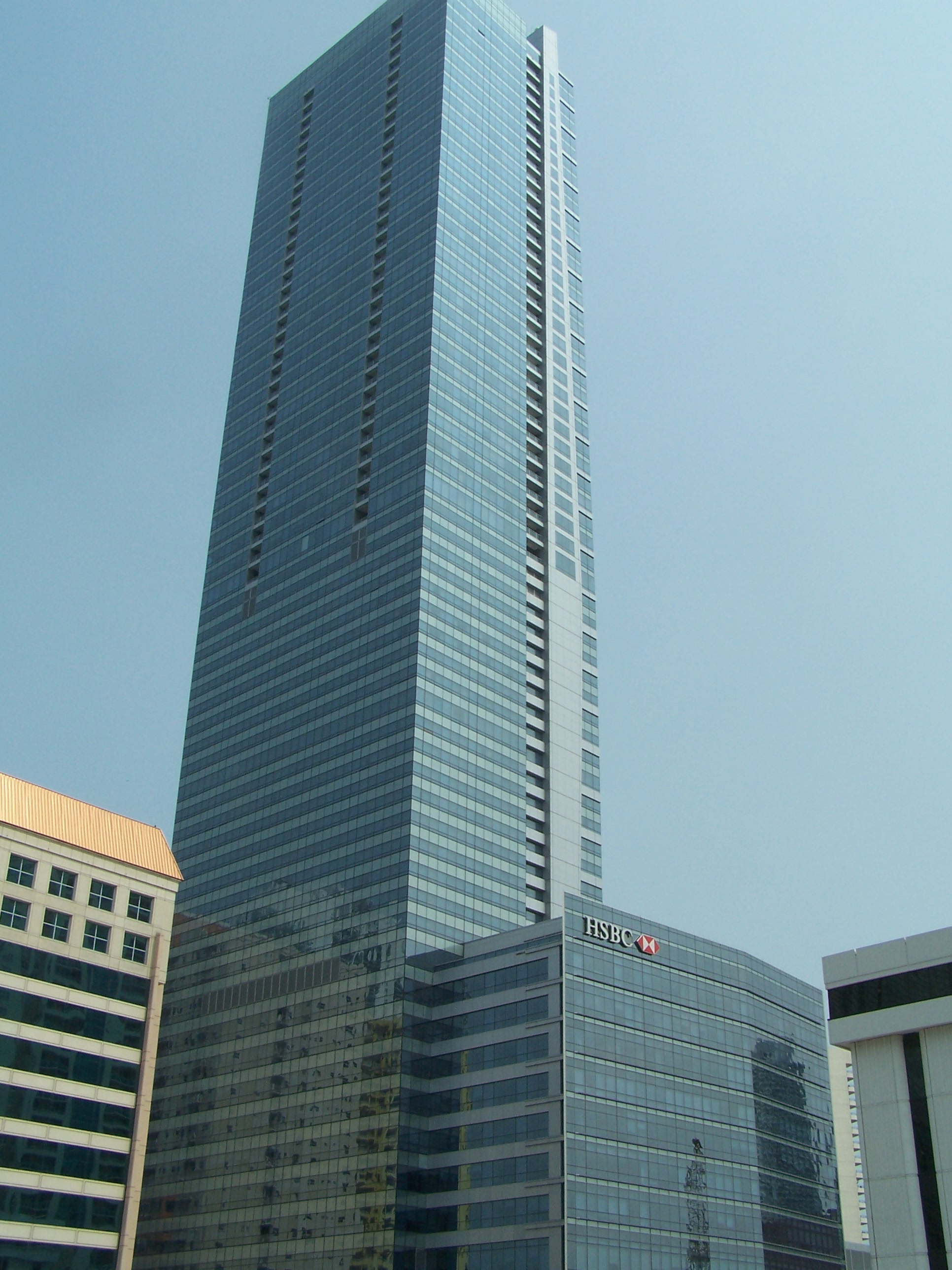
Lado de noroeste desde la Estación del Distrito Financiero.
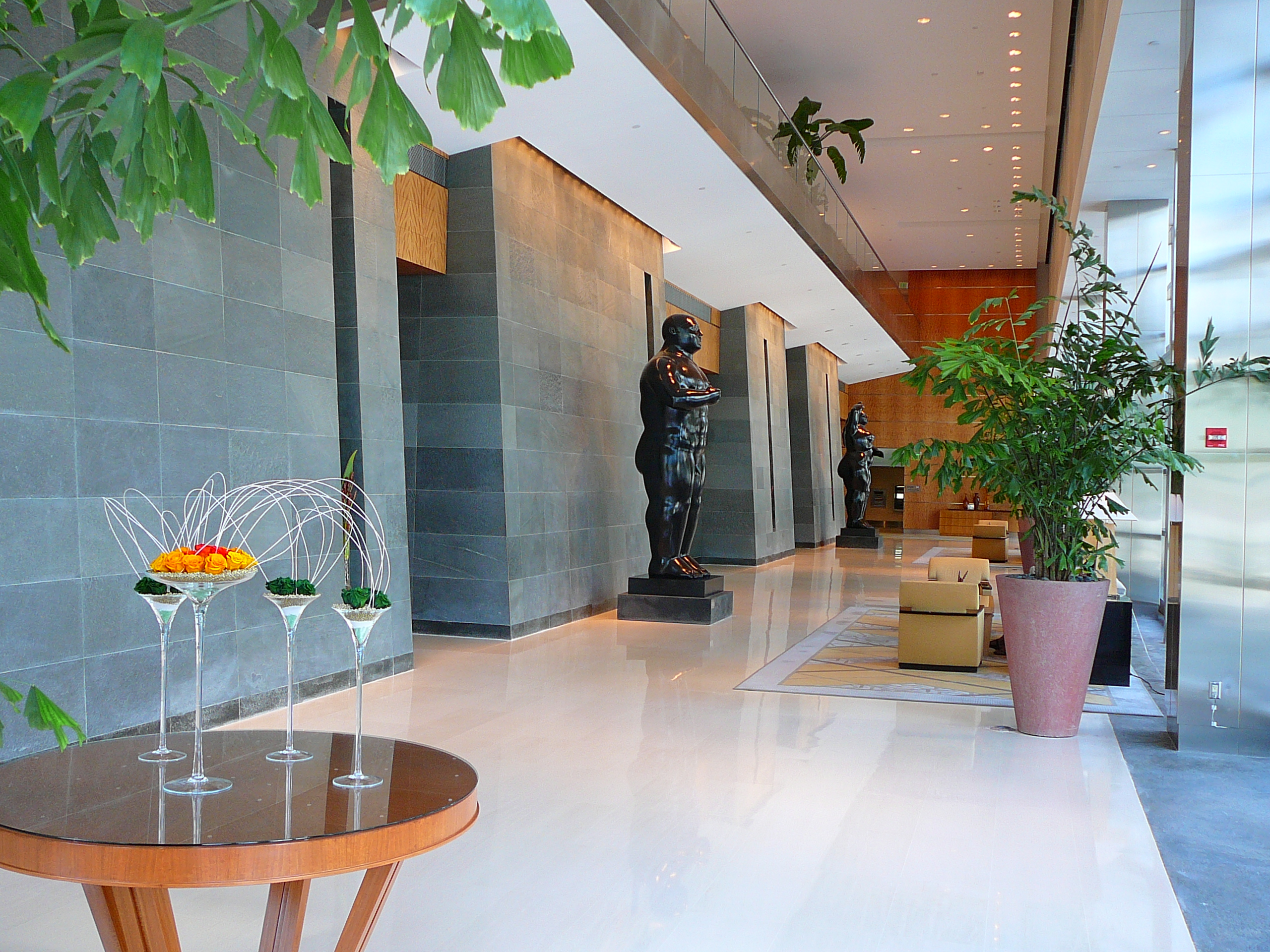
Entrada principal a la torre con decoración de Botero.
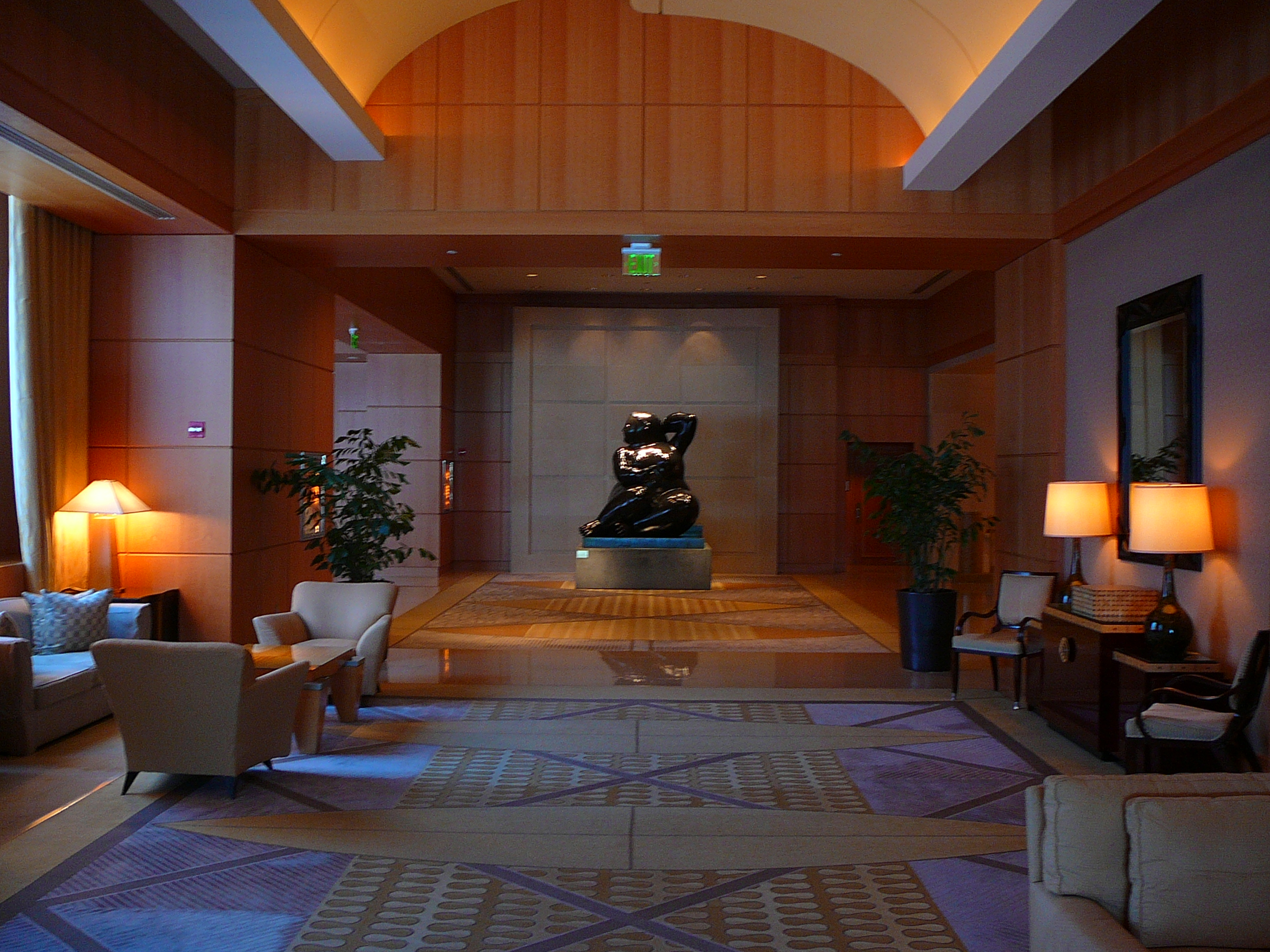
Hotel lobby en el 7º piso con una estatua de Botero.
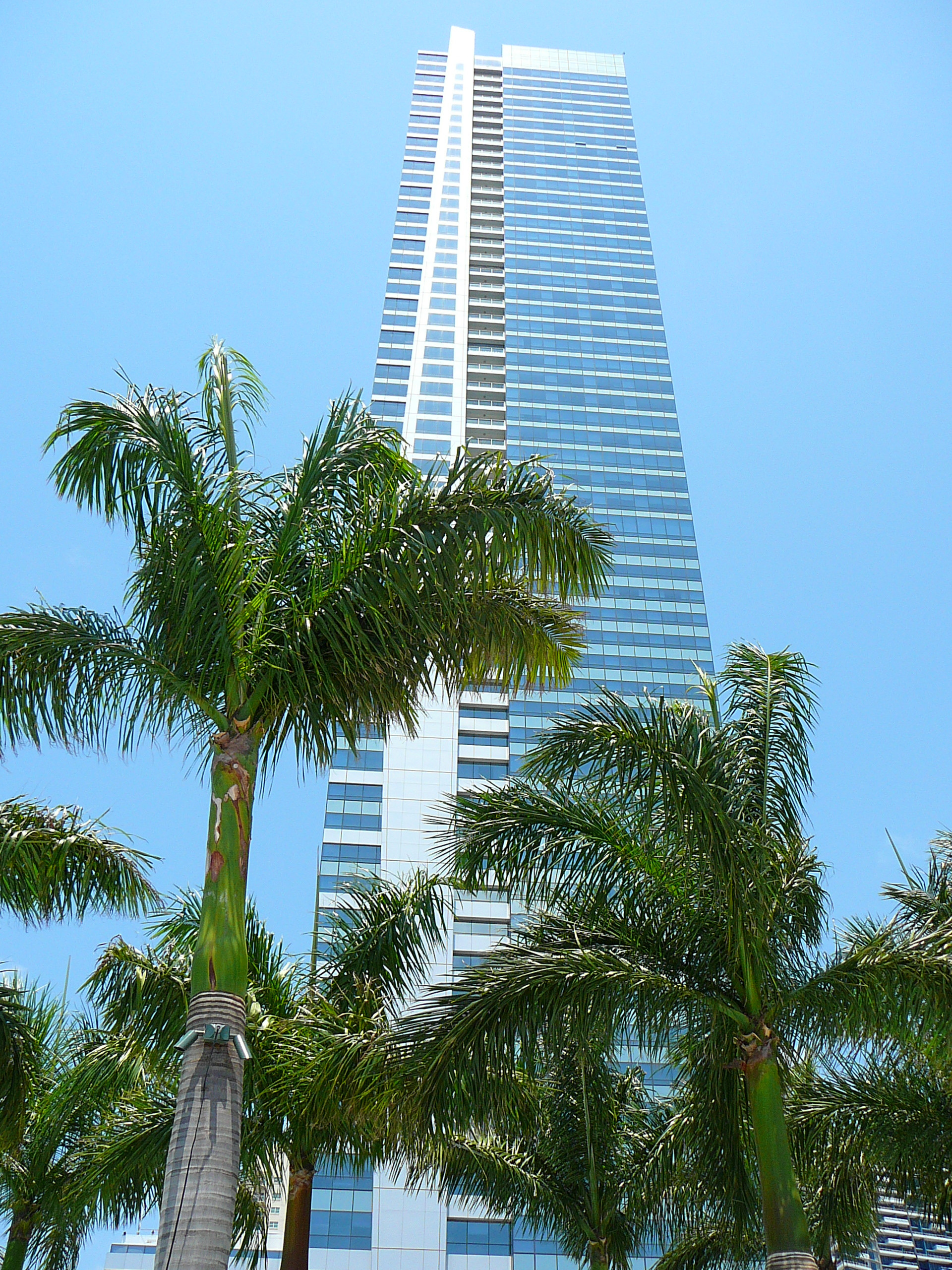
Vista de la torre de la 7ª planta con piscina.
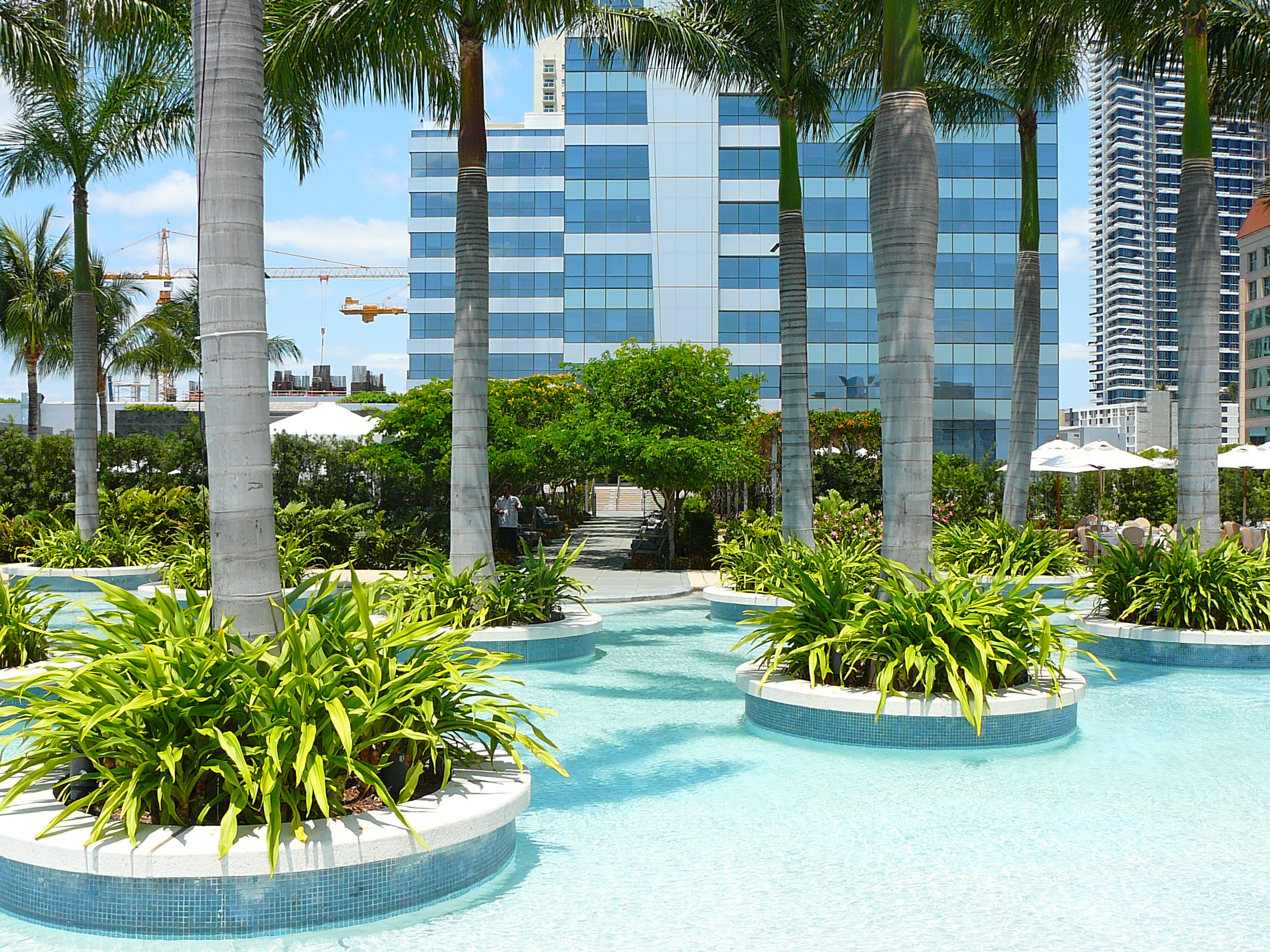
Lado del este de la piscina.
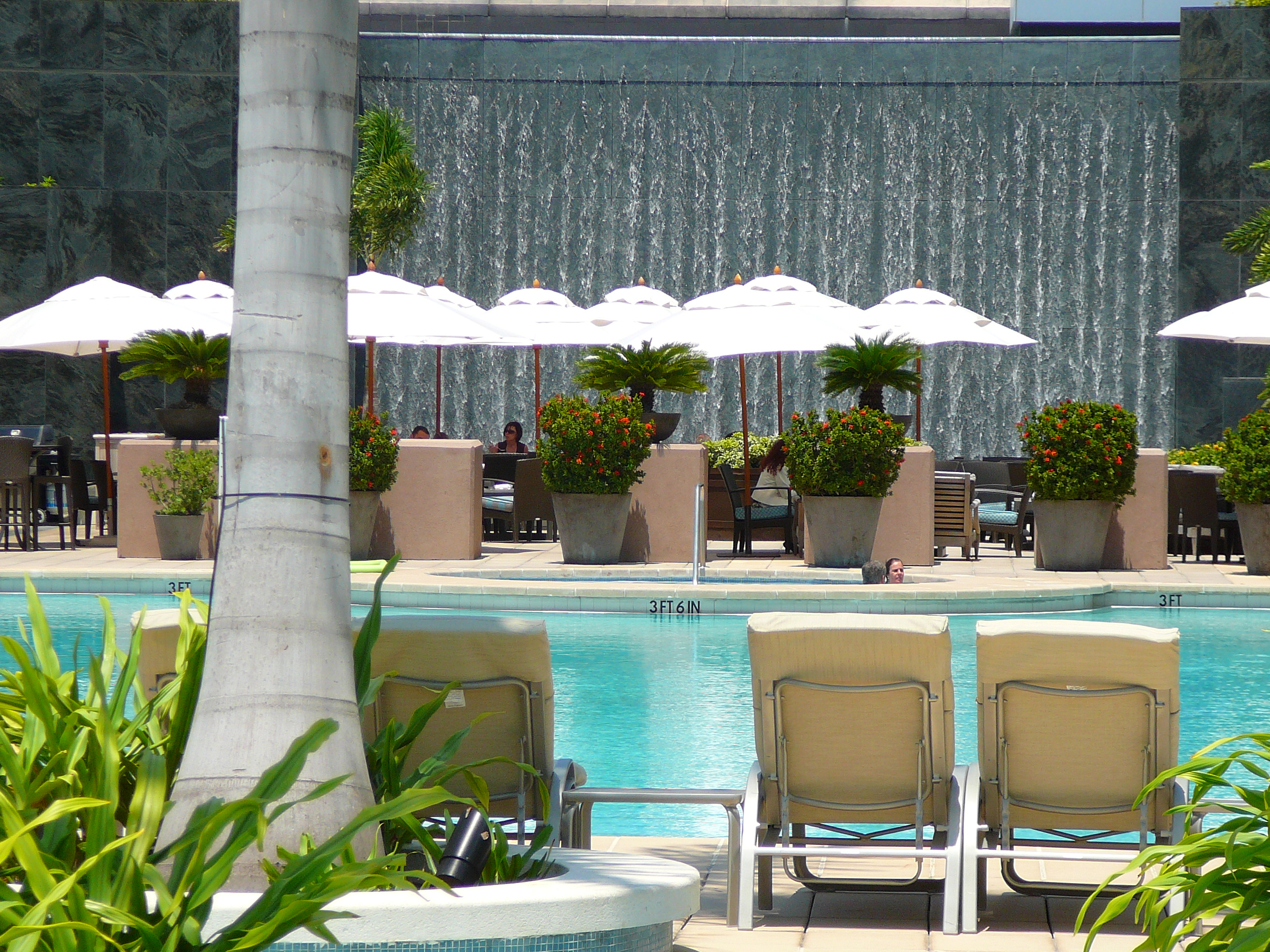
Piscina con cascada.
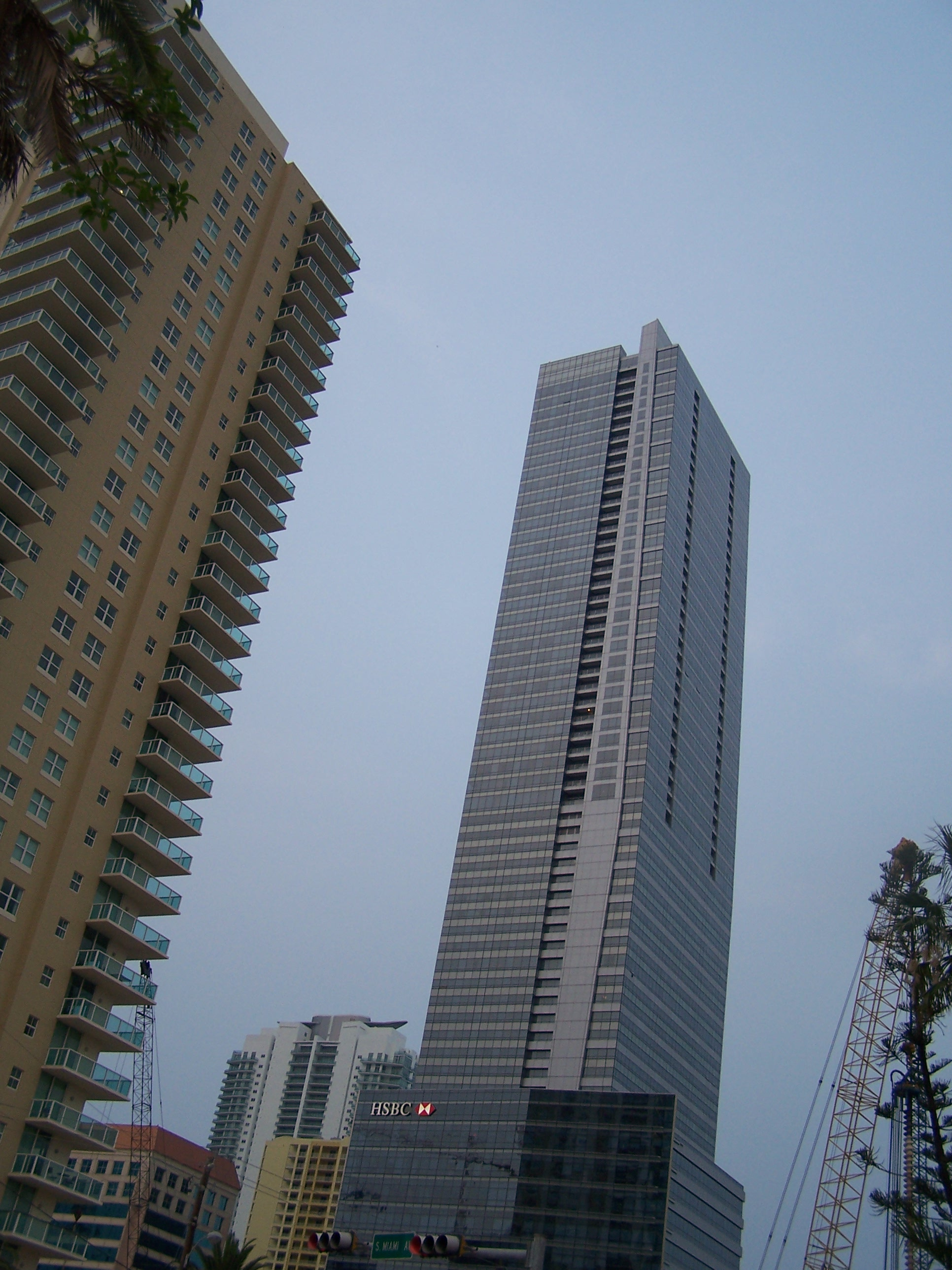
Otra vista del edificio.
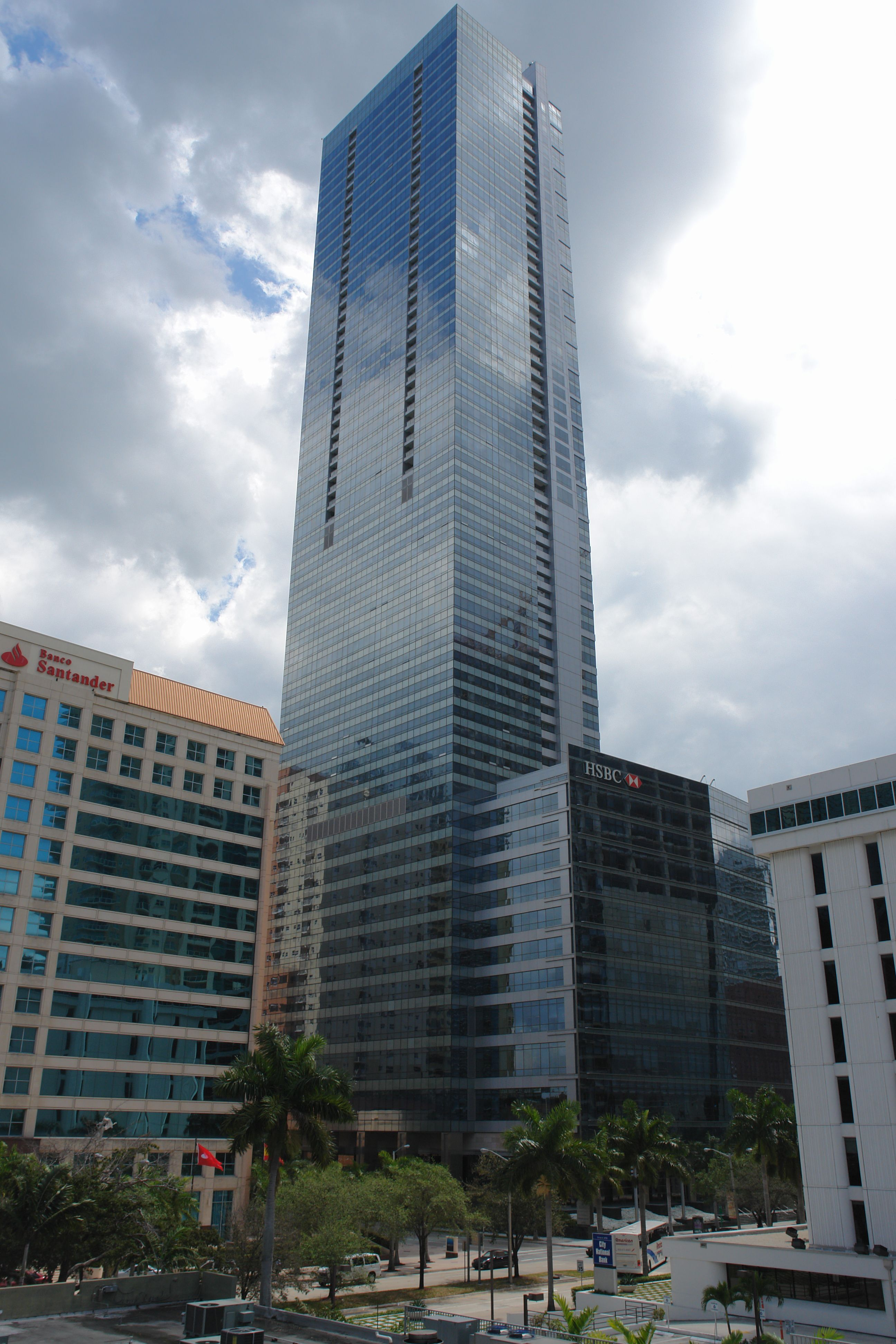
Parte del HSBC.